# Федерико II Пико делла Мирандола
Федери́ко II Пи́ко де́лла Мира́ндола (итал. Federico II Pico della Mirandola; около 1565, Мирандола, синьория Мирандола — 2 декабря 1602, Мирандола, княжество Мирандола) — аристократ из рода Пико; синьор Мирандолы и граф Конкордии с 1592 по 1596 год, князь Мирандолы и маркграф Конкордии с 1596 по 1602 год (формально до 1598 года правил совместно со старшим братом Галеотто III).

## Биография

### Ранние годы
Федерико II родился в 1564 году в Мирандоле средним сыном синьора Мирандолы и графа Конкордии Лудовико II Пико делла Мирандола и его второй супруги Фульвии да Корреджо. Его крестили 7 июля с именами Федерико Джованни Баттиста; обряд крещения провёл кардинал Лодовико Мудруццо, епископ Тренто. Восприемниками стали граф Фульвио Рангони и феррарская герцогиня Барбара Австрийская. По отцовской линии приходился внуком Галеотто II Пико, синьору Мирандолы и графу Конкордии, и Ипполите Гонзага, принцессе из дома синьоров Боццоло и графов Саббьонеты и Родиго. По материнской линии был внуком Ипполито да Корреджо, суверенного графа Корреджо, и Кьяры да Корреджо.
Изучал литературу и философию в Феррарском университете, затем вместе с младшим братом Алессандро I изучал юриспруденцию в Падуанском университете у Джакомо Менокьо.

### Правление
21 февраля 1592 года стал преемником старшего брата Галеотто III, который отрёкся от престола по состоянию здоровья. В знак уважения к старшему брату Федерико II официально не пользовался титулами до самой его смерти в 1598 году, предоставляя брату возможность самостоятельно править феодом.
В 1593 году братья разорвали союзнические отношения с Французским королевством, которые были установлены их дедом Галеотто II, и восстановили отношения с императором Священной Римской империи, ранее разорванные всё тем же Галеотто II после убийства им своего дяди Джанфранческо II Пико.
В 1594 году в Ферраре Федерико II сочетался браком с Ипполитой д’Эсте (6.11.1565 — 1.05.1602), дочерью Альфонсо д’Эсте, маркграфа Монтеккьо, от его второй супруги Виоланты Синья. Родившиеся в этом браке сын Лодовико и дочь Фульфия Леонора умерли в младенческом возрасте.
В конце 1596 года Галеотто и Федерико получили от императора Рудольфа II официальное «прощение» и были признаны в правах во всех владениях рода Пико. Кроме того, Мирандола получила статус города, синьория Мирандолы была возведена в достоинство княжества, а графство Конкордия стало маркграфством. Имперские указы были обнародованы 25 марта 1597 года. Последовавшие за этим торжества длились трое суток и сопровождались балами с праздничной иллюминацией, колокольным звоном, артиллерийскими выстрелами, раздачей милостыни бедным и амнистией.
Федерико II был членом Академии целеустремлённых (итал. Accademia degli intenti) в Павии. В 1597 году завершил восстановление благотворительного ломбарда в Мирандоле. В 1602 году, незадолго до смерти, подписал соглашение с испанским королём Филиппом III, предоставившим ему пенсию, которая могла передаваться по наследству.

### Смерть
В начале 1602 года в Мирандоле разразилась эпидемия язвенной лихорадки, прозванной «бурной» (итал. burraschetta), жертвами которой за три месяца стали более двухсот человек. Федерико II с супругой переехали в Реджо-Эмилию. Чтобы предотвратить бедствие, жители Мирандолы установили над северными воротами города образ Богоматери, почитавшийся чудотворным. Вскоре стало казаться, что эпидемия отступила. В апреле 1602 года вернувшийся в Мирандолу Федерико II в благодарность об избавлении города от бедствия заказал строительство оратория Пресвятой Девы над вратами, ныне известного под названием церкви Малой Богоматери (итал. chiesetta della Madonnina). Однако 20 апреля у его супруги были обнаружены симптомы опасного заболевания и 1 мая она скончалась в возрасте тридцати шести лет. Её похоронили в монастыре терциарных францисканцев, рядом с церковью Святого Франциска в Мирандоле. Через четыре месяца от той же болезни и также в возрасте тридцати шести лет умер сам Федерико II, не оставив по себе наследника. Правление над княжеством Мирандолы перешло к его младшему брату Алессандро I, которому для этого пришлось отказаться от карьеры церковнослужителя.